# As Traquínias
As Traquínias (em grego: Τραχίνιαι, Trakhíniai), também conhecida como Mulheres de Tráquia, é uma tragédia grega de Sófocles, escrita e encenada em data incerta, talvez um pouco antes de 430 a.C.. Existe uma tradução do grego para o português desta tragédia, feita por Maria do Céu Zambujo Fialho.